# 여자가 숨는 숲
여자가 숨는 숲은 1988년 공개된 대한민국의 영화이다.

## 배역
- 임성민
- 김보연

조혜수 ㅡ 모델 지은